# La Vierge au chanoine Van der Paele
La Vierge au chanoine Van der Paele ou La Madone au chanoine Van der Paele est un tableau du peintre primitif flamand Jan van Eyck, dont la réalisation débute à l'automne 1434 et qui est achevé en 1436. Il représente la Vierge à l'enfant trônant dans un espace semi-circulaire, probablement un intérieur d'église. À sa droite se tient Saint Donatien et à sa gauche le donateur de la peinture, le chanoine Joris van der Paele, présenté à la Vierge par Saint Georges. Le tableau — huile sur panneau en chêne — était destiné à la fois à célébrer le dévouement du donateur, toujours en vie au moment de la réalisation de l'œuvre, envers son église, mais il était aussi le support de sa prière et donc une œuvre de dévotion. Il était également destiné à lui servir d'épitaphe dans l'église où il devait être inhumé, la cathédrale Saint-Donatien de Bruges. L'œuvre est particulièrement populaire pour son réalisme. La représentation du chanoine Van der Paele par l'artiste a permis à des chercheurs d'émettre des hypothèses sur ses possibles problèmes de santé
Le tableau a conservé son cadre d'origine. Le cadre porte la signature de Van Eyck ainsi que les armes du donateur et des inscriptions en latin concernant les saints représentés. La Vierge au chanoine Van der Paele est considéré comme l'une des œuvres les plus importantes et les plus ambitieuses de Van Eyck.

## Historique

### Commande et donateur
Le tableau a été commandité par Joris van der Paele (c. 1370-1443). Le donateur a été identifié grâce à ses armoiries paternelles et maternelles représentées dans chaque coin du cadre. Joris van der Paele est né à Bruges vers 1370 et exerça à Rome comme scribe papal. Il retourna dans sa ville natale en 1425, alors qu'il avait déjà accumulé une certaine fortune. Il devint ensuite chanoine de la cathédrale Saint-Donatien de Bruges (démolie en 1797), ce qui lui permit de bénéficier des revenus de plusieurs paroisses. Il dut quitter ses fonctions vers 1431 à cause d'ennuis de santé. En 1434 il commanda cette peinture à Jan van Eyck, mais celui-ci ne l'acheva qu'en 1436.

### Provenance
Van der Paele conserva peut-être le panneau dans ses appartements ou dans un oratoire. Il en fit don à l'église soit dès 1436 soit à sa mort en 1443. L'œuvre se trouvait probablement à l'origine dans la nef et ornait un autel dédié à Saint Pierre et Saint Paul et utilisé pour célébrer des messes en mémoire de Van der Paele et de sa famille. Durant une résurgence de la Furie iconoclaste en 1578 elle fut déplacée dans une maison privée pour sa sécurité. Vers 1600 des panneaux latéraux lui furent ajoutés et elle fut installée sur l'autel principal. En 1628 toutefois elle se trouvait dans la sacristie et en 1643 elle ornait un nouvel autel latéral. Le tableau resta dans l'église jusqu'à la Révolution française.
La peinture fut acquise par le Musée du Louvre en 1794, en même temps que d'autres peintures flamandes, pendant l'occupation des Pays-Bas du Sud par l'armée française. La plupart de ces œuvres, dont le panneau Van der Paele, furent ramenées à Bruges en 1816 après la défaite de l'Empire français. Le panneau fut alors confié à l'Académie flamande de Bruges, et entra en 1855 dans les collections municipales. Il fut conservé d'abord au musée de la Bogaerdeschool, puis au musée Groeninge à partir de 1930.

## Description

### Sujet
Ce panneau est l'un des plus anciens exemples de conversation sacrée dans l'art au nord des Alpes. Une conversation sacrée, ou sacra conversazione, correspond à une représentation de la Vierge à l'enfant, trônant en majesté et entourée de plusieurs saints dans un espace unifié, parfois accompagnés des donateurs.

### Personnages
La Vierge à l'enfant

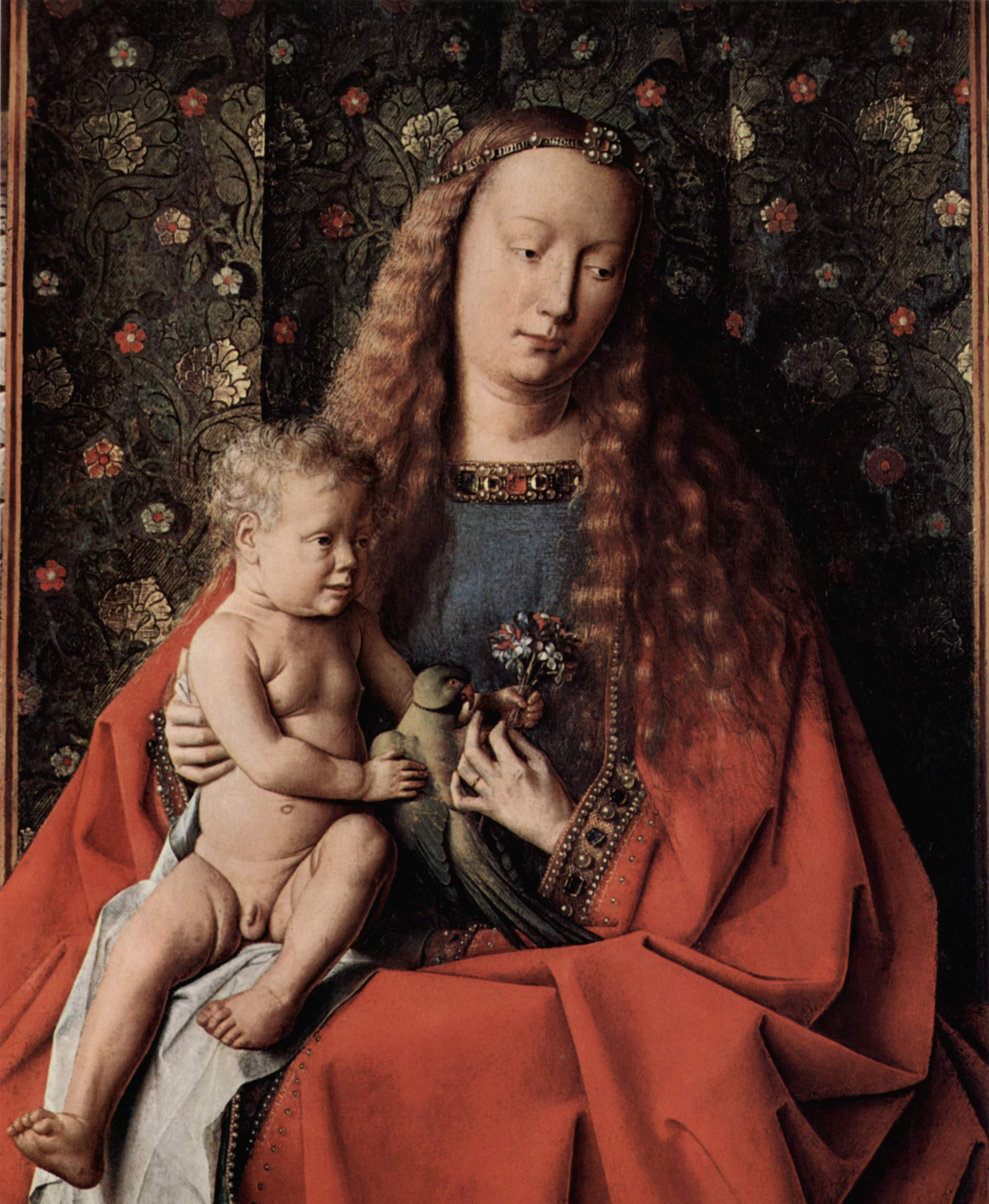
la Vierge et l'Enfant

La Vierge est vêtue d'une robe bleue et d'un somptueux manteau rouge. Elle est assise sur un trône situé sur une estrade, devant un baldaquin de brocard orné de roses, symbole d'amour, de lys, symbole de pureté, et de narcisses, symbole de renouveau. La scène se situant à l'intérieur d'une église, la Vierge se trouve à l'emplacement de l'autel. Le sol et l'estrade du trône sont recouverts d'un tapis oriental. Les accoudoirs du trône sont ornés de sculptures représentant à gauche Adam et Caïn tuant Abel et à droite Ève et Samson tuant le lion. Le visage idéalisé de Marie est très similaire à celui de la Vierge de l'Annonciation de van Eyck conservée à Washington.
L'Enfant a des cheveux blonds bouclés. Il est assis, nu, sur un linge blanc, posé sur l'un des genoux de la Vierge. Comme Marie son corps est représenté de face mais son visage est tourné de trois-quarts, en direction du chanoine. L'Enfant tient d'une main une perruche à collier et de l'autre un bouquet de fleurs. Le geste de l'Enfant a fait l'objet d'un repeint car il posait à l'origine sa main sur la tête du perroquet. La nudité de l'Enfant a également été couverte à une époque plus tardive mais ce repeint a été retiré à la fin du XXe siècle.

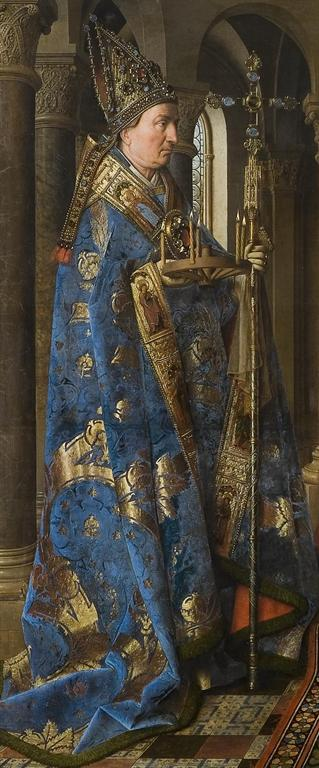
Saint Donatien
Saint Donatien se trouve à gauche de la Vierge, la place d'honneur en héraldique, en accord avec son statut de patron de la ville de Bruges et de la cathédrale pour laquelle le tableau a été réalisé. Il porte une mitre couverte de pierreries et une chape en brocard bleu et or. Les orfrois de la chape sont ornés de broderies représentant Saint Pierre et Saint Jean ainsi que d'autres personnages non identifiables. Il tient une croix de procession de la main gauche et porte avec la main droite une roue surmontée de cinq chandelles. La roue est l'attribut habituel de Saint Donatien. En effet le saint, enfant, aurait été jeté dans le Tibre par un mauvais serviteur de son père et sauvé de la noyade grâce au pape Denis. Ce dernier posa sur l'eau une roue de charrette surmontée de cinq chandelles et la roue flotta vers l'enfant qui put s'en servir comme bouée.

Saint Georges

Saint George se tient à droite de la Vierge, revêtu d'une armure richement décorée. Il lève son casque de la main gauche en signe de respect tout en présentant le donateur de la main droite. Le mot ADONAI est inscrit sur son plastron. Saint Georges est le Saint patron du chanoine Joris van der Paele et la cathédrale Saint Donatien abritait une relique de son bras. Van Eyck a rendu avec minutie les reflets de l'armure : ainsi la Vierge à l'enfant se reflète dans le casque tandis que l'artiste lui-même s'est représenté comme un reflet sur le bouclier, en train de peindre le tableau. Van Eyck avait utilisé une astuce similaire pour inclure son autoportrait dans le portrait des époux Arnolfini.

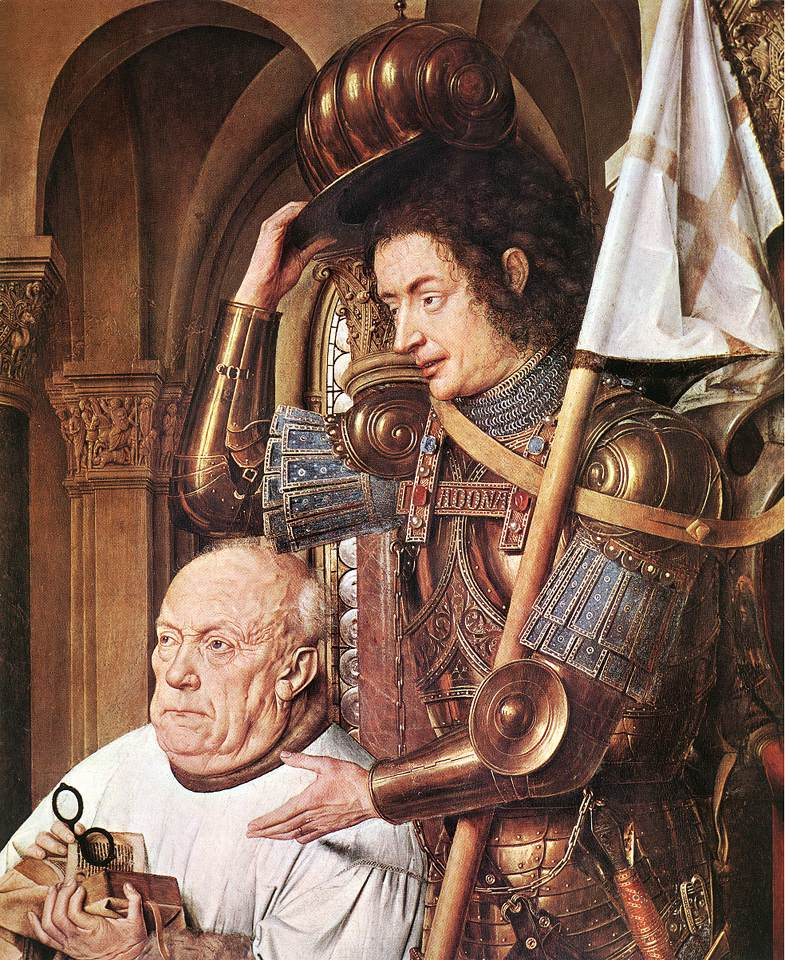
Sant Georges avec le chanoine
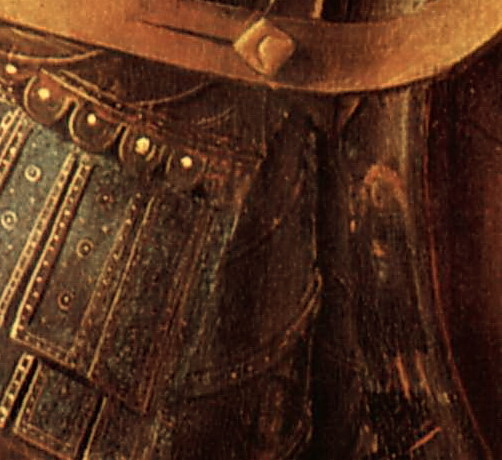
Reflet du peintre, avec son chaperon rouge, dans l'armure de Saint Georges
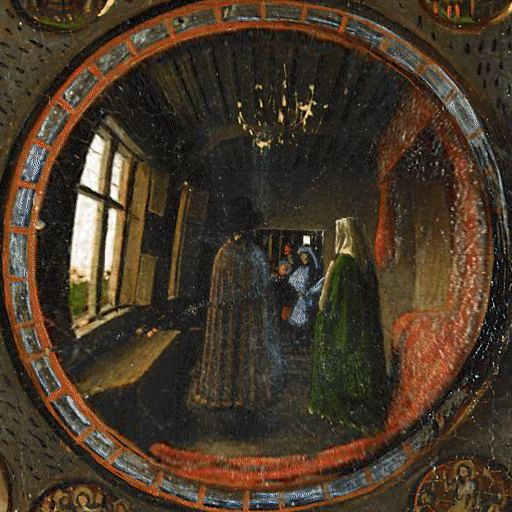
Miroir du Portrait des époux Arnolfini, avec le reflet du peintre

Joris Van der Paele

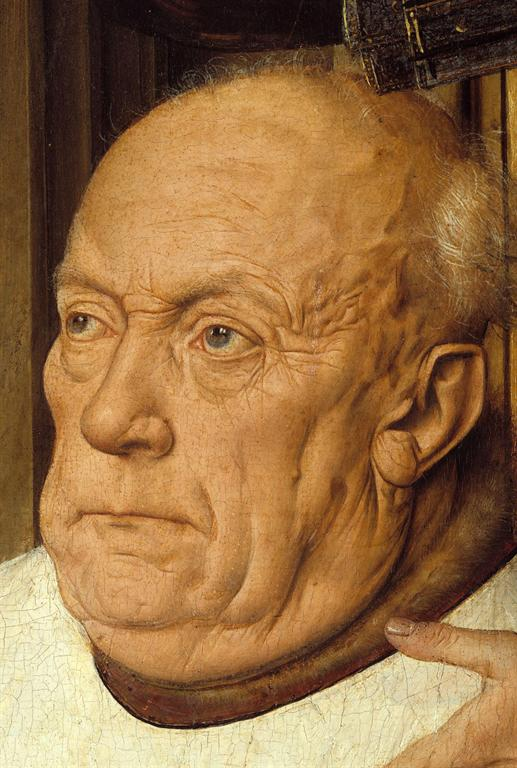
Visage du chanoine Van der Paele

Les saints et le donateur sont placés dans le même espace pictural, ce qui constitue une innovation par rapport aux représentations de donateurs de cette époque. Van der Paele est agenouillé à la droite de la Vierge et paraît quelque peu distrait et absent. Il porte l'aube des chanoines et une aumusse de fourrure, tient dans ses mains un livre à la couverture de parchemin et une paire de lunettes, symbole de sénilité, mais aussi d'éducation et de sagesse. Le chanoine est représenté avec un réalisme sans concession, qui ne cache rien des marques de la vieillesse et de la maladie. La maladresse avec laquelle le chanoine tient son bréviaire suggère une faiblesse du bras gauche et peut-être est-ce en raison de douleurs dans le bras et l'épaule que Van der Paele dut renoncer à ses fonctions vers 1430. Des médecins contemporains ont supposé qu'il souffrait de polymyalgia rheumatica, tandis que ses larges artères temporales laissent penser qu'il souffrait également de la maladie de Horton,.

### Décor

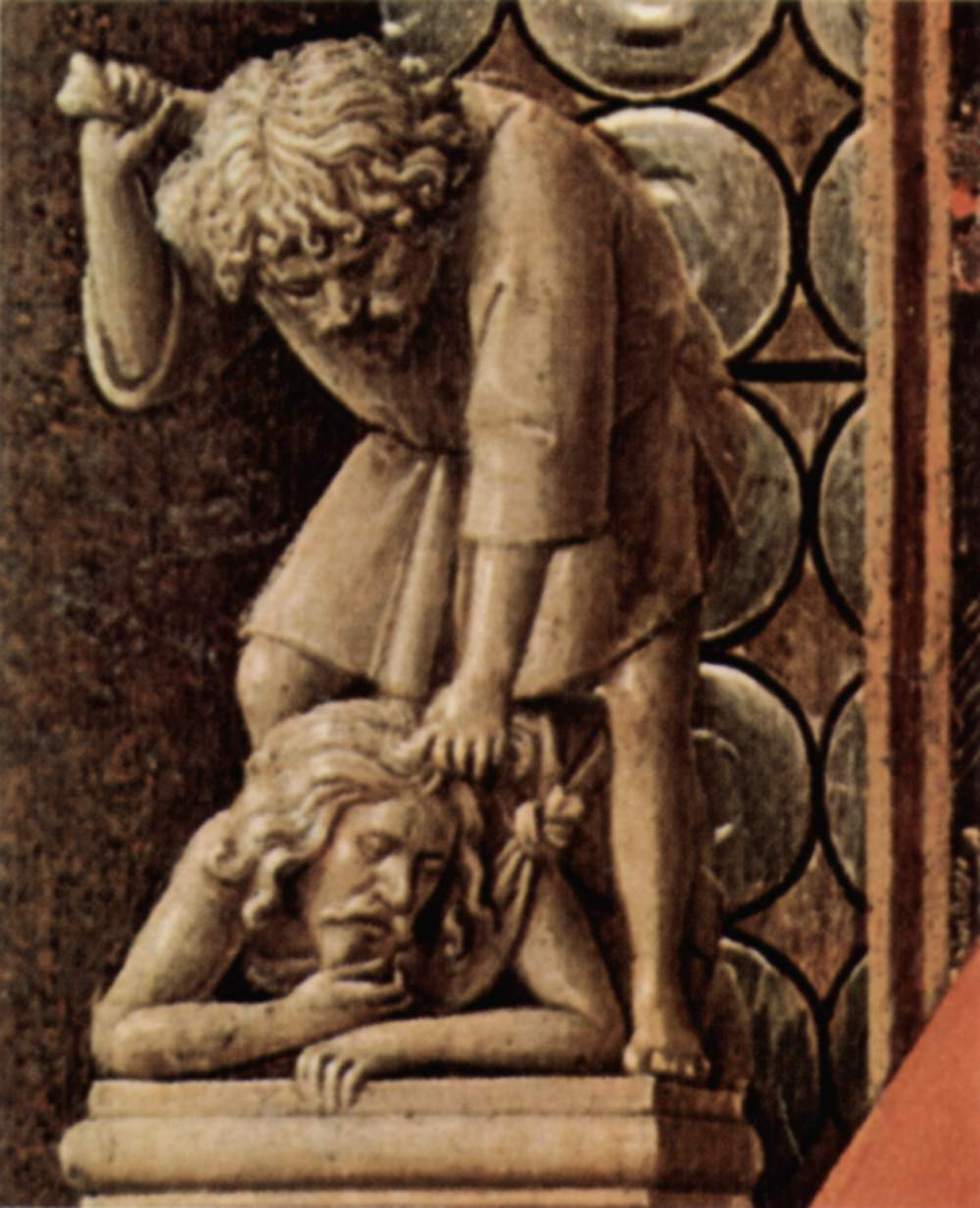
Sculpture sur le côté du trône à gauche de Marie : Caïn et Abel

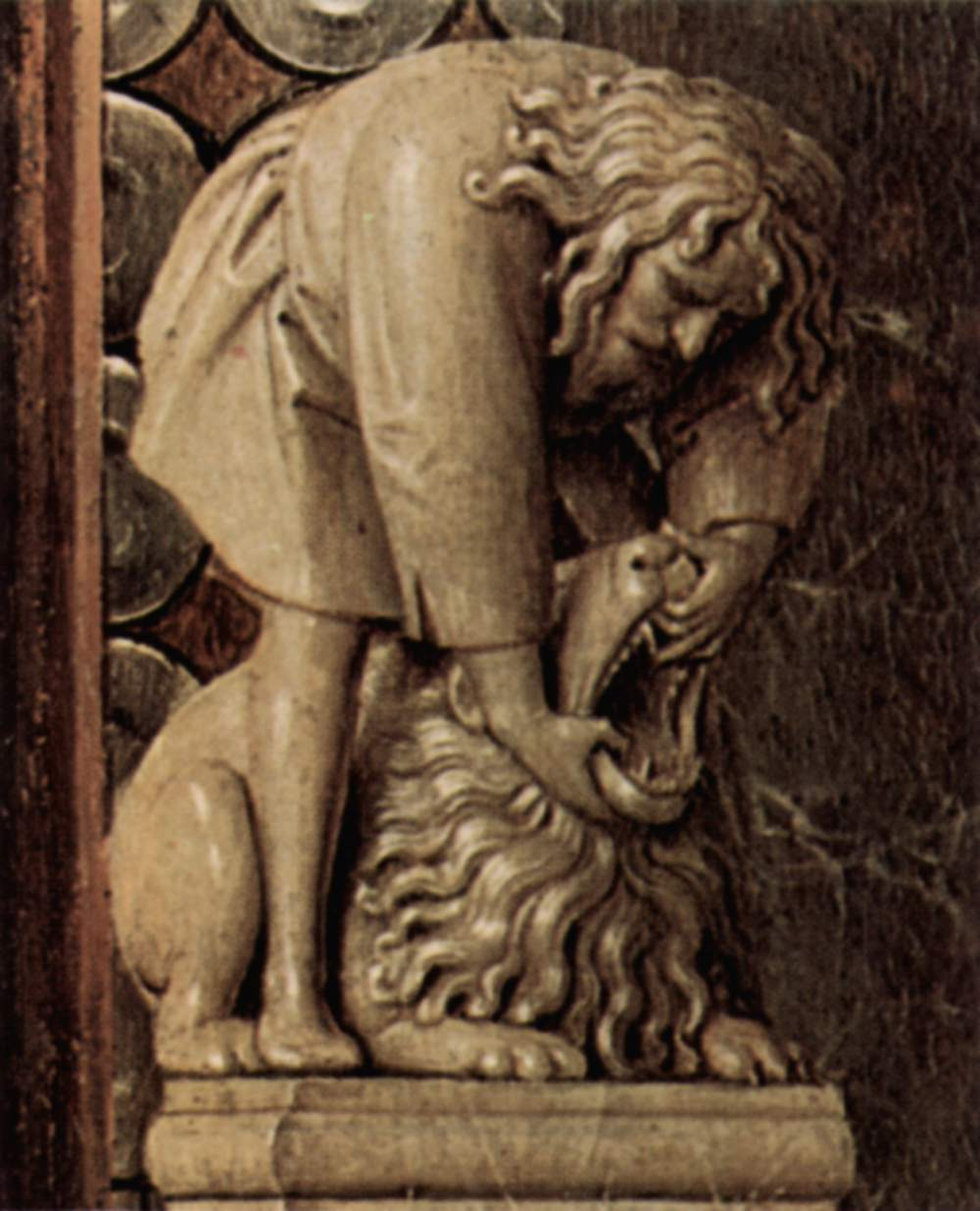
Sculpture sur le côté du trône à droite de Marie : Samson et le lion

La scène se déroule dans ce qui semble être le chœur d'une église de style roman entourée de colonnes de marbre. La scène paraît être éclairée par des fenêtres invisibles, la lumière provenant du coin supérieur gauche et des fenêtres derrière la Vierge. Le trône de la Vierge est situé là où devrait se trouver l'autel. Les églises peintes par Van Eyck ne correspondent pas à des bâtiments précis, mais sont plutôt un amalgame de différents bâtiments et d'éléments fictifs. L'église du tableau pourrait ressembler à la collégiale Saint-Donatien, qui a depuis été démolie. Elle semble aussi s'inspirer du Saint-Sépulcre de Jérusalem, également construit dans le style roman.
Les chapiteaux des colonnes et des pilastres sont sculptés. Les chapiteaux des pilastres situés de part et d'autre de la vierge représentent des scènes de l'Ancien Testament : la rencontre entre Abraham et Melchisédech et le Sacrifice d'Isaac sur le chapiteau de gauche et la victoire de Jephté sur les ammonites et David et Goliath sur le chapiteau de droite.

### Panneau, cadre et inscriptions

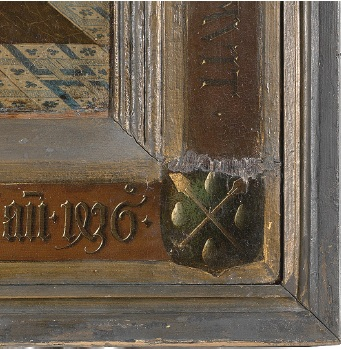
Coin inférieur droit du cadre, avec les armoiries du donateur et la date de 1436

Le panneau est composé de six planches de bois horizontales. L'envers n'est pas peint, ce qui laisse supposer que le tableau devait être accroché contre un mur. Le cadre original a été conservé. Il s'agit d'un cadre richement ornementé : les armoiries paternelles et maternelles du donateur sont peintes dans chaque coin, la signature de Van Eyck figure dans la partie inférieure et des commentaires sur les saints ornent les côtés. Les inscriptions sont peintes d'une manière illusionnistes, celles de la partie inférieure semblant en relief sur laiton et celles des autres côtés paraissant gravées en creux.
Du côté de Saint Donatien le cadre porte l'inscription :"SOLO P[AR]TV NON[VS] FR[ATRV]M. MERS[VS] REDIT[VR]. RENAT[VS] ARCH[IEPISC]O[PVS] PR[I]M[VS]. REMIS CONSTITVITVR. QVI NV[N]C DEO FRVITVR" ( (Il était le plus jeune de neuf frères; jeté à l'eau, il fut rendu à la vie ; régénéré, il devint le premier des évêques de Reims ; il jouit maintenant de la gloire de Dieu). Du côté de Saint Georges figure l'inscription : "NATUS CAPADOCIA. X[PIST]O MILITAVIT. MVNDI FVG[I]E[N]S OTIA. CESU TRIVMPHAVIT. HIC DRACONEM STRAVIT" (Né en Cappadoce, il fut soldat du Christ: fuyant les plaisirs du monde, il triompha de la mort et vainquit le dragon).
Le biseau supérieur porte une inscription en latin, issue du livre de la Sagesse : "Est enim haec speciosior sole et super omnem stellarum dispositionem. Luci conparata invenitur prior " (« Elle est plus brillante que le soleil et surpasse toute l’armée des étoiles. Comparée à la lumière elle lui est supérieure." Livre de la Sagesse, VII, 29 et 26) ). Il s'agit de l'hymne marial favori de Van Eyck, que l'on retrouve dans d'autres de ses œuvres.
Le biseau inférieur de la bordure du cadre porte l'inscription "Hoc op[us] fecit fieri mag. Georgius de Pala hui[us] ecclesie canoni[cu]s p[er] Iohanne[m] de Eyck pictore[m] et fundavit duas capell[an]as de gr[em]io chori domini M.CCCCXXXIIIJ ; c[om]p[le]t[um] an[no] 1436" (Maître Joris Van der Paele, chanoine de cette église, a fait faire cette oeuvre par le peintre Jan van Eyck, et il a fondé deux chapelles (pour être desservies par) le clergé du choeur (l'an) de Notre seigneur 1434, mais l'oeuvre fut complétée en 1436),.
L'aspect illusionniste des inscriptions du cadre, qui semblent en laiton, rappellent les plaques de laitons gravées de la même époque qui servaient à commémorer des fondations pieuses. Ces lettres illusionnistes se retrouvent sur le cadre d'autres œuvres de van Eyck, tels que le portrait de Jan de Leeuw. Sur le cadre de la Vierge au chanoine Van der Paele, van Eyck a utilisé deux typographies : les inscriptions consacrées à la Vierge et aux saints sont écrites en majuscules romanisantes avec quelques onciales, tandis que l'inscription du bord inférieur est en gothique textura quadrata. La première typographie paraissait archaïque au XVe siècle et évoquait l'ancienneté et les inscriptions des monuments funéraires anciens, tandis que la seconde paraissait moderne et évoquait les plaques de fondations de la même époque.

## Analyse
Il s'agit de la plus grande peinture de Van Eyck conservée après le retable de l'Agneau Mystique. Cette œuvre se distingue par sa composition spatiale complexe et par son utilisation innovante de l'illusionnisme dans les inscriptions du cadre. Les personnages, les vêtements, l'architecture sont peints avec une extrême minutie et un haut niveau de réalisme. La précision des détails est particulièrement impressionnante dans le rendu des brocards de la chape et de la mitre de Saint Donatien, dans les broderies du tapis et dans le visage de Van der Paele.

### Interprétation théologique
Marie occupe le centre du chœur, à l'emplacement de l'autel, ce qui établit une correspondance entre l'Enfant Jésus qu'elle tient sur ses genoux et l'Eucharistie, qui pour les chrétiens correspond au sacrifice sans cesse renouvelé du Christ . En outre l'Enfant avec son drap blanc pourrait plus particulièrement représenter l'hostie voilée pendant la Consécration. Le tableau ornait en effet un autel sur lequel l'Eucharistie devait être célébrée. Il ne s'agissait toutefois pas nécessairement de son emplacement d'origine.
Les scènes de l'Ancien Testament représentées dans le décor sont à mettre en relation avec l'Histoire du Salut. Les scènes représentées à gauche de Marie préfigurent la Passion du Christ et celles situées à gauche sa Résurrection,. Ainsi le Sacrifice d'Isaac représenté sur un pilier du chœur, et le sacrifice d'Abel, dont le meurtre par Caïn est représenté sur le trône, sont considérés comme des préfigurations du Sacrifice du Christ, tandis que Samson qui triomphe du lion et David qui vainc Goliath sont à mettre en relation avec la victoire du Christ sur la mort.
La représentation d'Adam et Ève sur les montants du trône rappelle le péché originel, tandis que Marie est considérée comme la nouvelle Ève, qui rachète la faute originelle commise par la première femme en donnant naissance au Rédempteur. Marie, qui siège en majesté, représente aussi l'Église triomphante et éternelle, le commanditaire étant lui-même un homme d'église.
Le perroquet que tient l'Enfant Jésus est plus difficile à interpréter. Il est généralement considéré par les analystes comme le symbole de la Virginité de Marie et de la toute-puissance de Dieu. Élisabeth Mornet y voit également un symbole du corps sacerdotal auquel Joris Van der Paele appartenait.

### Fonction du tableau
La fonction d'origine du tableau n'est pas certaine . Certains auteurs l'interprètent comme un retable, destiné à orner un autel, d'autres comme une œuvre de dévotion servant de support à la prière, ou encore comme un mémorial. Ces différentes interprétations ne sont d'ailleurs pas mutuellement exclusives.
Ce tableau fut commandité par un homme soucieux de faire son salut. Le chanoine Van der Paele avait déjà 68 ans quand il commanda cette œuvre, c'était un homme âgé et malade, d'autant plus soucieux d'assurer son Salut. L'inscription du cadre révèle que le chanoine fonda deux chapellenies dans la collégiale, destinées à assurer la célébration de messes pour le repos de son âme. L'une d'entre elles accompagna probablement la commande du tableau, l'autre fut réalisée en 1442, après la mort de Van Eyck.
Le chanoine espère aussi l'intercession de Marie auprès de son Fils, afin d'obtenir l'indulgence divine. Les saints représentés sur la tableau ont tous les deux triomphé de la mort et du péché, ce que rappelle l'inscription qui les accompagne : saint Georges a vaincu le dragon, assimilé au démon, saint Donatien a été ramené à la vie grâce à une roue garnie de chandelles.
D'après Rudolf Terner la scène est une scène de présentation (un personnage agenouillé devant la Vierge siégeant sur un trône, présenté par un saint patron), caractéristique des épitaphes funéraires et des images tombales, peintes ou sculptées, fréquentes dans les Pays-Bas au tournant des xive et xve siècles,. Douglas Brine considère que le tableau fut d'abord conçu comme une épitaphe ou un mémorial, équivalent peint des mémoriaux muraux sculptés fréquents dans les Pays-Bas à la fin du Moyen Âge. L'œuvre permettait de commémorer la piété et la munificence du chanoine et de perpétuer sa mémoire et sa présence parmi les vivants.
Le chanoine conserva peut-être le tableau chez lui dans un premier temps, où il put servir de support à sa dévotion. Le chanoine est en effet représenté un bréviaire à la main, en train de lire et de méditer, sous le regard de Marie et de son Fils. Néanmoins la taille du tableau incite à penser qu'il fut dès l'origine conçu pour être exposé à la vue du public.

## Postérité

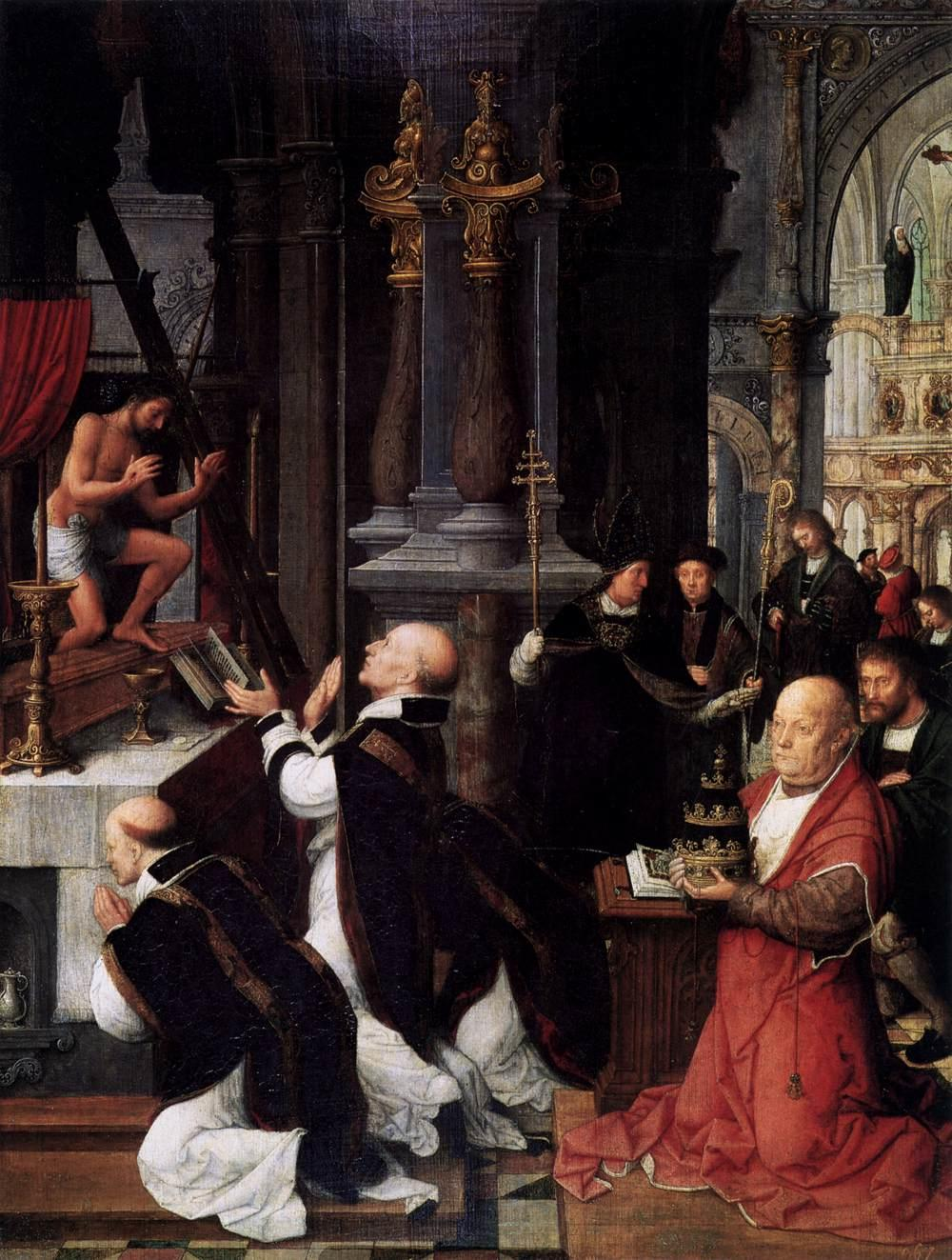
Adriaen Isenbrant, Messe de saint Grégoire

Le tableau fut très vite considéré comme l'un des trésors de Bruges. Il fut probablement l'une des "bonnes images" montrées fièrement à Albrecht Dürer durant sa visite en 1521. Marie de Hongrie, gouvernante des Pays-bas, et déjà propriétaire des Époux Arnolfini peints par van Eyck, essaya d'acquérir la Vierge au chanoine van der Paele en 1547, mais le chapitre de Saint-Donatien refusa respectueusement mais fermement , affirmant que la peinture était un trésor aussi bien pour la cité que pour l'église depuis de nombreuses années et que l'en retirer provoquerait des protestations et des plaintes parmi les habitants.
Cette peinture a eu une grande influence aux XVe et XVIe siècles. Le motif de la Vierge trônant, avec un enfant Jésus distrait sur ses genoux, a été largement copié. il existe de nombreuses copies contemporaines de l'original, plus ou moins fidèles, la plus remarquable étant celle du Musée royal des Beaux-Arts d'Anvers. En outre la tête de Van der Paele a été reproduite par le peintre Adriaen Isenbrandt dans sa Messe de Saint Grégoire en 1550.
L'état remarquable de la peinture et du cadre en fait un sujet d'étude pour les historiens de l'art, en plus de ses qualités esthétiques.

## Sources et bibliographie
en français
- Till-Holger Borchert, La Vierge au chanoine Van der Paele, in: De Van Eyck à Dürer. Les Primitifs flamands & l'Europe centrale, 1430-1530, Tielt : Lannoo, 2010  (ISBN 978-90-209-8994-6)
- Mornet, Élisabeth. "Le chanoine, la Vierge et la réforme. Hypothèses de lecture du tableau de Jan Van Eyck, La Vierge au chanoine van der Paele" In :  Religion et mentalités au Moyen Âge : Mélanges en l'honneur d'Hervé Martin [en ligne]. Rennes : Presses universitaires de Rennes, 2003 (généré le 14 mars 2021). Disponible sur Internet : https://books.openedition.org/pur/19844?lang=fr#bodyftn3.  (ISBN 9782753526013). DOI 10.4000/books.pur.19844.

en anglais
- Till-Holger Borchert, Van Eyck, Taschen, Londres, 2008.
- Till-Holger Borchert, Van Eyck to Durer: The Influence of Early Netherlandish painting on European Art, 1430-1530, Thames & Hudson, Londres, 2011  (ISBN 978-0-500-23883-7)
- Dhanens, Elisabeth. Hubert and Jan van Eyck. New York: Tabard Press, 1980.
- Friedländer, Max Jakob, Early Netherlandish Paintings, Volume 1: The van Eycks, Petrus Christus, New York: Frederick A. Praeger, 1967
- Craig Harbison, Jan van Eyck: the play of realism, Reaktion Books, Londres, 1997  (ISBN 0-948462-79-5)
- Robert Huerta, Giants of Delft: Johannes Vermeer and the Natural Philosophers: The Parallel Search for Knowledge during the Age of Discovery. Lewisburg, PA: Bucknell University Press, 2003
- McDonald, G.,Insight Compact Guide: Bruges, Singapore: APA Publications, 2002
- Nash, Susie, Northern Renaissance art, Oxford: Oxford University Press, 2008
- Pächt, Otto. Van Eyck and the Founders of Early Netherlandish Painting. London: Harvey Miller Publishers, 1999
- Bernhard Ridderbos, Anne van Buren, Henk van Veen, Early Netherlandish Paintings : Rediscovery, Reception and Research, Amsterdam University Press, Amsterdam, 2005  (ISBN 0-89236-816-0)
- Bret Rothstein, Sight and Spirituality in Early Netherlandish Painting, Cambridge University Press, 2005  (ISBN 0-521-83278-0)
- Jeffrey Chips Smith, The Northern Renaissance (Art and Ideas), Phaidon Press, 2004  (ISBN 0-7148-3867-5)
- Terner Rudolf, « Bemerkungen zur Madonna des Kanonikus van der Paele », Zeitschrift für Kunstgeschichte, 42, 1979
- Brine, Douglas," Jan van Eyck, Canon Joris van der Paele, and the Art of Commemoration", The Art Bulletin, Vol. 96, No. 3 September 2014
- (en) Brine, Douglas, Pious Memories: The Wall-Mounted Memorial in the Burgundian Netherlands, Brill, 2015
- Lane, Barbara,"The Case of Canon Van Der Paele",Notes in the History of Art. Vol. 9, No. 2, Winter, 1990
- Smith, Jeffrey Chipps, The Northern Renaissance (Art and Ideas), Phaidon Press, 2004
- Van Der Elst, Joseph. The Last Flowering of the Middle Ages. Kessinger, 1944
- Verougstraete, Hélène. Frames and Supports in 15th and 16th Southern Netherlandish Painting. Brussels: Royal Institute for Cultural Heritage, 2015
- Watson Peter; Hazleman, Brian, The Sclera and Systemic Disorders, Hong Kong: JP Medical Ltd, 2012